# DeWitt Jennings
DeWitt Clarke Jennings (Cameron, 21 luglio 1871 – Los Angeles, 1º marzo 1937) è stato un attore statunitense che, proveniente dal teatro, iniziò a lavorare per il cinema all'epoca del muto.

## Filmografia
- The Deep Purple, regia di James Young (1915)
- The Warrens of Virginia, regia di Cecil B. DeMille (1915) - non accreditato
- At Bay, regia di George Fitzmaurice (1915)
- Sporting Blood, regia di Bertram Bracken (1916)
- The Little American, regia di Cecil B. DeMille e Joseph Levering (1917)
- The Hillcrest Mystery, regia di George Fitzmaurice (1918)
- His Woman, regia di George Terwilliger - cortometraggio (1919)
- Three Sevens, regia di Chester Bennett (1921)
- The Greater Claim, regia di Wesley Ruggles (1921)
- The Golden Snare, regia di David Hartford (1921)
- Beating the Game, regia di Victor Schertzinger (1921)
- Alias Ladyfingers, regia di Bayard Veiller (1921)
- The Invisible Power, regia di Frank Lloyd (1921)
- There Are No Villains, regia di Bayard Veiller (1921)
- The Poverty of Riches, regia di Reginald Barker (1921)
- From the Ground Up, regia di E. Mason Hopper (1921)
- Home Made, regia di Charles Hines  (1927)
- Mondo senza luce (Me, Gangster), regia di Raoul Walsh (1928)
- Redenzione (Redemption), regia di Fred Niblo e Lionel Barrymore (1930)
- Those Who Dance, regia di William Beaudine (1930)
- The Deceiver, regia di Louis King (1931)
- Il giocatore (Grand Slam), regia di William Dieterle (1933)
- Un popolo in ginocchio (Massacre), regia di Alan Crosland (1934)